# Mafia (album Black Label Society)
Mafia – szósty album studyjny amerykańskiego zespołu Black Label Society wydany 8 marca 2005 roku przez Artemis Records.
Nagrania dotarły do 15. miejsca zestawienia Billboard 200 w Stanach Zjednoczonych sprzedając się w nakładzie 45. tys. egzemplarzy w przeciągu tygodnia od dnia premiery.

## Lista utworów
Opracowano na podstawie materiału źródłowego.
1. Fire It Up – 5:02
2. What's In You – 3:02
3. Suicide Messiah – 5:49
4. Forever Down – 3:41
5. In This River – 3:54
6. You Must Be Blind – 3:29
7. Death March – 3:07
8. Dr. Octavia – 0:52
9. Say What You Will – 3:49
10. Too Tough To Die – 2:52
11. Electric Hellfire – 2:30
12. Spread Your Wings – 4:11
13. Been A Long Time – 3:09
14. Dirt On The Grave – 2:47
15. I Never Dreamed (cover Lynyrd Skynyrd, bonus track) – 6:08

## Twórcy
Opracowano na podstawie materiału źródłowego.

- Zakk Wylde - śpiew, gitara, pianino, producent wykonawczy
- Nick Catanese - gitara
- James LoMenzo - gitara basowa
- Craig Nunenmacher - perkusja
- Ozzy Osbourne - gościnnie śpiew
- Rob Arvizu - okładka, oprawa graficzna
- Stephen Marcussen - mastering
- Eddie Mapp - miksowanie
- Barry Conley - produkcja muzyczna, miksowanie, inżynieria dźwięku
- Jason Levy - oprawa graficzna